# Inca Mummy Girl
Inca Mummy Girl (La momia inca en España y La Momia en Latinoamérica) es el cuarto episodio de la segunda temporada de la serie de televisión estadounidense Buffy, la cazavampiros. El episodio fue escrito por Matt Kiene y Joe Reinkemeyer y dirigido por Ellen S. Pressman. La narración sigue a los alumnos de Sunnydale en un viaje al museo local para observar a los Incas, sin embargo una de las momias inca desaparece misteriosamente. Quien se ha convertido en una hermosa mujer inca que para mantener su apariencia humana, succiona la vida de otras personas, lo peor es que se ha enamorado de Xander.

## Argumento
En el instituto de Sunnydale hay un nuevo programa de intercambio: estudiantes de otros países se hospedan con familias locales y se planea hacer un baile multicultural. Todo parece ir bien hasta que Xander descubre que el invitado de Buffy es un chico.
En la visita al museo contemplan una momia de 500 años que sostiene una vasija que sirve de advertencia para el que la despierte. Cuando todos se van, Rodney, un estudiante conflictivo, intenta coger el plato. lo rompe y despierta a la momia. Ésta lo besa y lo momifica.
Ante la desaparición del chico, Buffy, Xander, Giles y Willow van al museo en busca de pistas, lo encuentran momificado y los ataca un hombre armado con un cuchillo. Giles trata de descifrar lo que dice el plato, pero está escrito en antiguos pictogramas.
Aparece el estudiante extranjero que debe quedarse en casa de Buffy, pero le pasa lo mismo que a Rodney. Con este beso la momia de 500 años se transforma en Ampada, una hermosa adolescente peruana que pretende hacerse pasar por estudiante de intercambio. Xander queda prendado de ella, y Giles le pide a Ampada que lo ayude a descifrar las escrituras del plato. Ampada dice que la figura del hombre con el cuchillo representa a un guardaespaldas. Cuando Xander sale con ella, el hombre del cuchillo aparece de nuevo para buscar el resto del recipiente. Ampada, asustada, le dice a Giles que destruya el plato, pero éste quiere ir al museo para encontrar las partes que faltan.
El hombre del cuchillo aparece en el baño de las chicas del instituto. Allí Ampada lo besa y lo momifica. Xander la lleva al baile y Buffy descubre al verdadero estudiante de intercambio momificado en su baúl. Ella y Giles descubren que Ampada es la momia, que fue elegida para defender a su pueblo y sacrificada a los 16 años.
Mientras está con Xander comienza a volverse momia otra vez. Tiene que besar a alguien rápidamente o será demasiado tarde. Ampada se va al museo y rompe el plato que Giles está a punto de completar. Buffy salva a Giles antes de que lo bese, pero cae en una tumba. Cuando Ampada atrapa a Willow y se dispone a matarla, Xander le pide a la momia que lo mate a él para salvar a Willow. Aunque la momia en principio no quiere matarlo por estar enamorada de él, al final Ampada es vencida por el deseo de supervivencia. Buffy escapa justo a tiempo de alejar a Xander de Ampada, que agota toda la energía vital, se convierte de nuevo en momia, cae al suelo y se rompe en pedazos.

## Reparto

### Personajes principales
- Sarah Michelle Gellar como Buffy Summers.
- Nicholas Brendon como Xander Harris.
- Alyson Hannigan como Willow Rosenberg.
- Charisma Carpenter como Cordelia Chase.
- David Boreanaz como Ángel (acreditado pero no aparece).
- Anthony Stewart Head como Rupert Giles.

### Apariciones especiales
- Kristine Sutherland como Joyce Summers.
- Ara Celi como Ampata Gutiérrez.
- Seth Green como Oz.

### Personajes secundarios
- Jason Hall como Devon MacLeish.
- Henrik Rosvall como Sven.
- Danny Strong como Jonathan Levinson.

## Producción

### Recepción
Inca Mummy Girl tuvo una audiencia de 3,2 millones de telespectadores.

## Continuidad
- Xander le pregunta a Ampata si ella es una mantis religiosa en referencia al capítulo El favorito de la profesora en el que la profesora era una mantis que se transformaba en humano.

## Hechos relevantes de la temporada
- Es la primera aparición de Devon, Oz y su banda. En el que Oz se fija en Willow.
- Aparece por primera vez el personaje de Jonathan Levinson, un personaje secundario que reaparecxerá en las temporadas dos, tres, cuatro, seis y siete. En la sexta temporada será uno de los miembros de El Trío.